# هارویا ایده
هارویا ایده (انگلیسی: Haruya Ide؛ زادهٔ ۲۵ مارس ۱۹۹۴) بازیکن فوتبال اهل ژاپن است.
از باشگاه‌هایی که در آن بازی کرده‌است می‌توان به باشگاه فوتبال جف یونایتد ایچیهارا چیبا اشاره کرد.